# Železničář

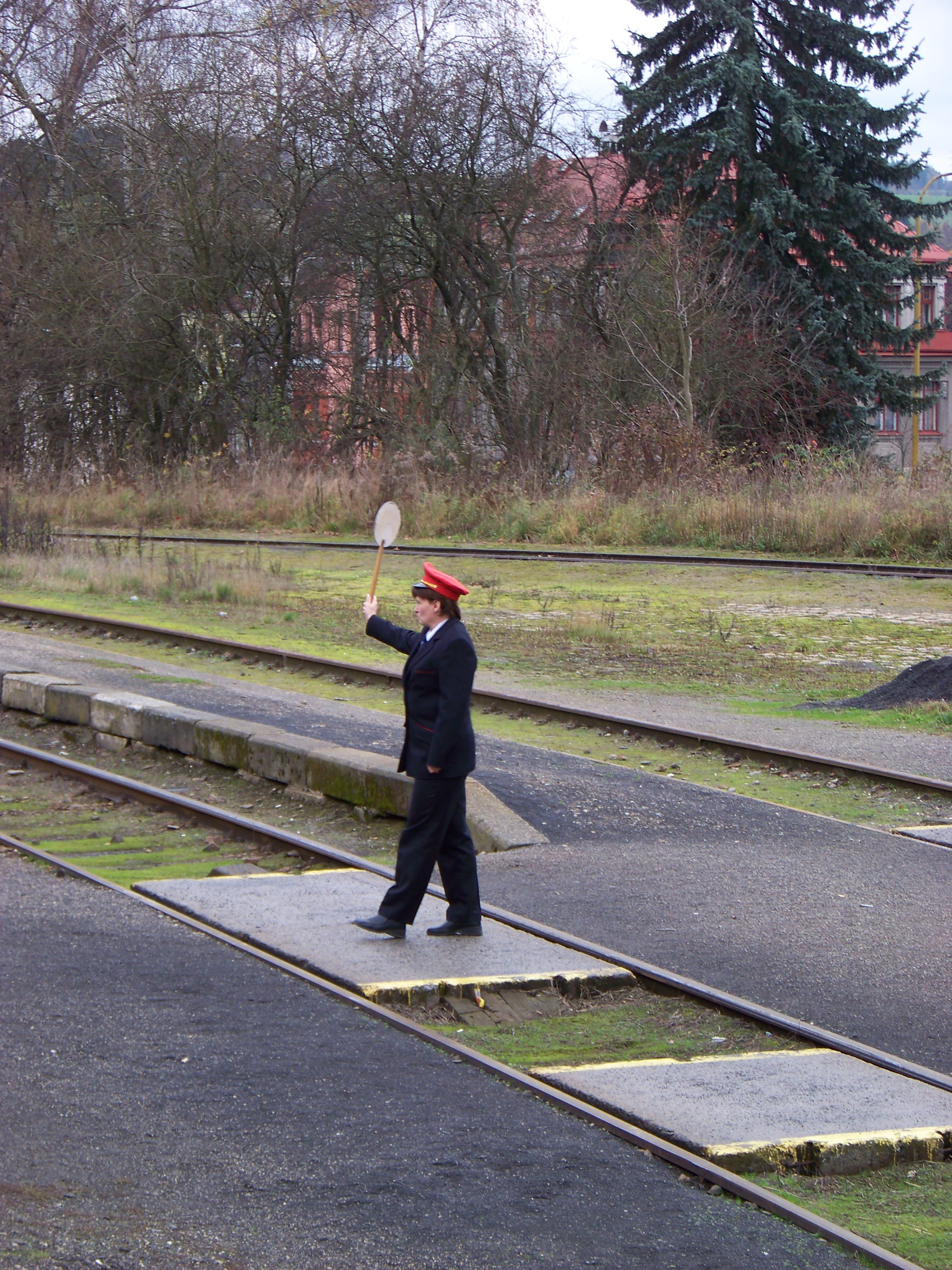
Výpravčí

Železničář, slangově ajznboňák je označení pro zaměstnance železniční společnosti. Většinou se jedná o profesi strojvedoucí, výpravčího, vlakvedoucího, průvodčí či mnoho dalších profesí na železnici.

## Historie
Železniční profese existují již od počátku 19. století, kdy se ve Velké Británii představila první železniční trať.

## Uniformy
Uniformy nosí většina zaměstnanců na železnici, například výpravčí či průvodčí.

## Významné osobnosti
- Bc. Jiří Svoboda, MBA - generální ředitel Správy železnic.
- JUDr. Stanislav Gross - po střední škole byl kandidátem na strojvedoucího než jej pohltila politika.[1]

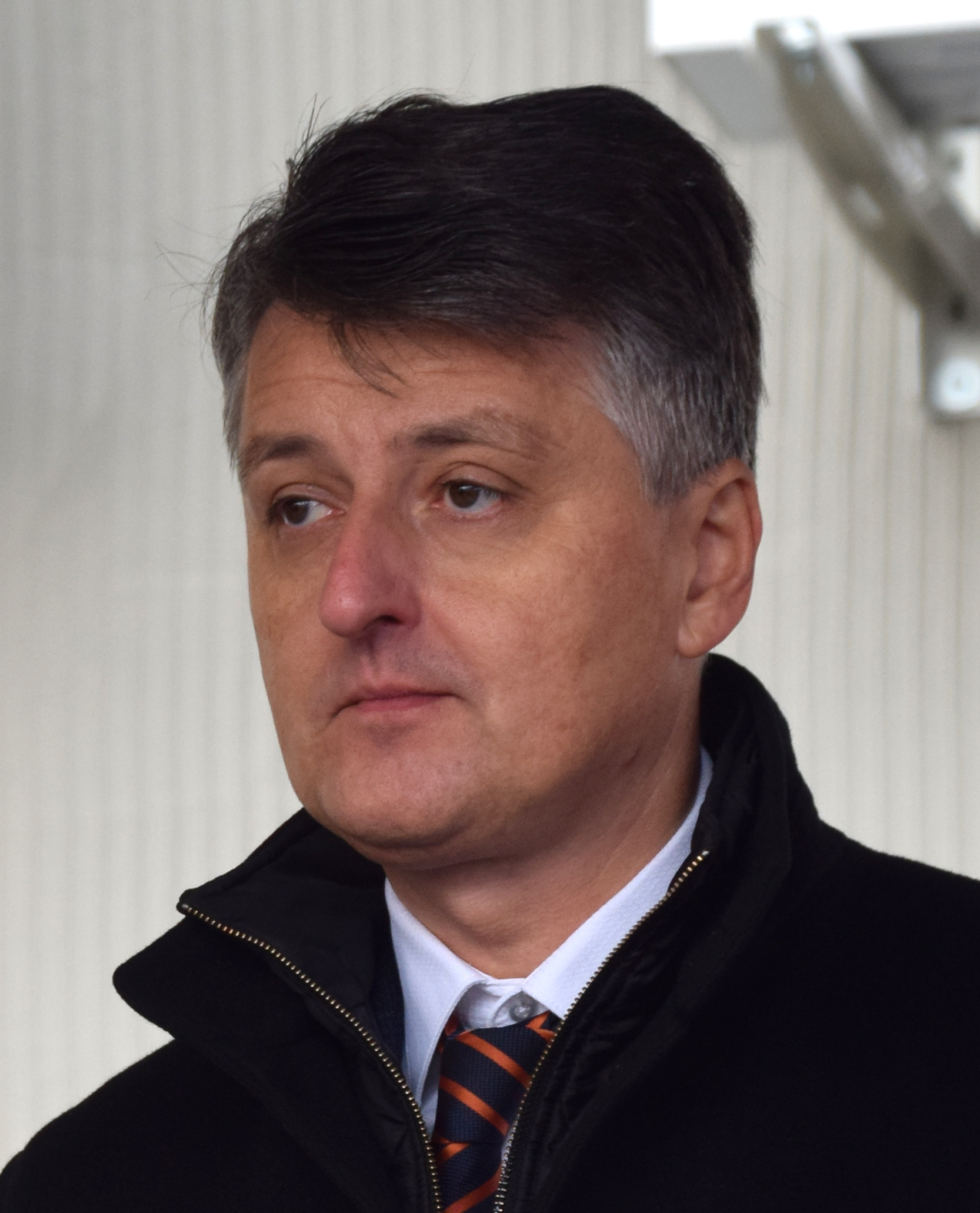
Jiří Svoboda

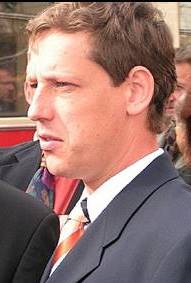
Stanislav Gross